# Heather Nova
 (décembre 2022).
Si vous disposez d'ouvrages ou d'articles de référence ou si vous connaissez des sites web de qualité traitant du thème abordé ici, merci de compléter l'article en donnant les références utiles à sa vérifiabilité et en les liant à la section « Notes et références ».
Heather Allison Frith (née le 6 juillet 1967 aux Bermudes) est une auteure-compositrice-interprète connue sous le nom d'Heather Nova. Elle écrit aussi de la poésie.

## Biographie
Heather Nova a passé une grande partie de son enfance sur un bateau de 12 m construit par son père, voyageant avec sa famille, surtout dans les Caraïbes. C'est en écoutant les cassettes de ses parents qu'elle prit goût à la musique. Elle se reconnaît des influences des Beatles, Jimmy Cliff et Neil Young. Après avoir appris la guitare et commencé à composer des chansons dès le début de son adolescence, elle rejoint les États-Unis à l'âge de 16 ans et s'inscrit au Rhode Island School of Design. Elle y étudie notamment le cinéma. En créant des petits films pour ses études, elle se rend compte qu'elle les organise souvent autour d'une chanson et décide de se lancer dans la musique.
Après un bref passage à New York, elle s'installe à Londres et commence à se faire connaître, à la fin des années 1980, dans le circuit des petits clubs anglais. À la suite d'un premier album studio (Glowstars) suivi d'un live (Blow), elle signe avec Big Cat Records et sort Oyster. Les années 1994 et 1995 marqueront le début d'une carrière internationale, avec le succès du titre Walk This World et une tournée européenne. Après un retour aux Bermudes, elle compose Siren qui sort en 1998, applaudi par la critique et grand succès commercial, notamment avec le tube London rain. Vivant surtout à Londres mais retournant aux Bermudes, c'est encore là-bas qu'elle enregistre South, qui conforte son succès avec le hit I'm no angel. En 2002, elle publie également un recueil de poésies, The sorrowjoy. En 2003, elle a sorti l'album Storm, plus intimiste que les précédents, qui comporte un duo avec le chanteur français Benjamin Biolay. Après la naissance de son premier enfant, Heather Nova a poursuivit une tournée européenne pendant l'été 2004.
En novembre 2004, elle enregistre un nouvel album, Redbird, sorti en septembre 2005,
qui renoue avec un son pop-rock, davantage orchestré (elle reprend sur cet album la chanson Wicked Game de Chris Isaak).
À la suite de son recueil de poésie, The Sorrowjoy, Heather Nova a enregistré un album du même nom, où elle lit ses poèmes sur un fond musical. Il a été uniquement vendu lors des concerts de la tournée Intimate evening tour et sur Internet.
L'album The Jasmine Flower sort en 2008. Cet album acoustique, comportant voix, guitare et un quatuor de cordes, a été enregistré sur un ordinateur portable alimenté par l'énergie solaire. Lors de sa tournée européenne de 2010, Heather Nova joue quatre titres inédits ("Save A Little Piece Of Tomorrow", "Everything Changes", "Burning To Love", and "Turn The Compass Round"). Ces chansons font partie de l'album 300 days at sea, sorti en mai 2011 et partiellement produit par ses fans grâce au système Pledge Music. On y retrouve des ballades intimistes et des morceaux pop-rock dans la lignée de ses précédentes productions.
Depuis ses débuts en 1990, Heather Nova a composé plus de 120 chansons et vendu au moins 2 millions d'albums. Elle connaît son plus large succès en Europe, principalement en Allemagne (plusieurs titres dans le Top 10) et au Benelux. Après 20 ans de carrière, elle continue à rencontrer un franc succès lors de ses tournées européennes qu'elle effectue à un rythme quasi annuel.
Le frère d'Heather Nova, Mishka, est également musicien.

## Discographie

### Albums studio
- Glow Stars (1993)
- Oyster (1994)
- First Recordings (1997) (Ep)
- Siren (1998)
- South (2001)
- Storm (2003)
- Redbird (2005)
- The Jasmine Flower (2008)
- 300 Days at Sea (2011)
- The Way it Feels (2015)
- Pearl (2019)
- Other Shores (2022) (Album de reprises acoustiques de Foreigner, Rick Astley, Sting,...)

### Albums live
- Blow 1993
- Live From the Milky Way 1995
- Wonderlust 2000

## Recueils
- The sorrowjoy (2002)